# 竹篙厝車站
竹篙厝車站位於臺灣臺南市東區，是臺灣糖業股份有限公司關廟線的鐵路車站，為通車初期7站之一。該車站為簡易車站，於1948年11月6日列入關廟線時刻表中，原址約在生產路與崇善路口，第一分局對面，而軌道則在崇善路往中華東路方向的右側。